# Allée Dumanoir
L'allée Dumanoir est une allée pittoresque d'une longueur de 1 200 m bordée de plus de 400 palmiers royaux, située dans la commune de Capesterre-Belle-Eau, en Guadeloupe.
C'est une attraction touristique majeure en Guadeloupe, aisément accessible via la RN1 entre Basse-Terre et Pointe-à-Pitre.

## Histoire
L'allée faisait partie à l'origine du marquisat de Sainte-Marie (possession des Boisseret), dont elle longeait tout le front de mer sur environ une lieue (4 km), l'entrée de l'habitation Sainte Marie se faisant au milieu. Le « château » était inachevé et en ruines au temps où le Père Labat la visita (en mai 1696), mais les plantations étaient déjà célèbres : « Ce qui (en) marque la grandeur et la magnificence, ce sont les grandes allées de poiriers [avocatiers] qui traversent cette terre, non seulement le long du grand chemin [côtier], mais encore qui partagent en plusieurs grands carrés toutes les terres qui étaient employées en cannes, en manioc, en tabac et en savanes, autour desquelles on pouvait se promener en carrosse à couvert du soleil ». Mais « comme les héritiers veulent tous être marquis, ils déchirent chacun un petit morceau du titre pour s'en parer, pendant que l'essentiel demeure en friche ».
Le domaine vit ensuite son titre de marquisat confirmé en mars 1738 sous le nom de Brinon par lettres patentes de Louis XV, au bénéfice du Marquis Jean Charles de Senecterre, comte de Brinon (en France), et futur Maréchal de France. Celui-ci le tenait de son épouse Marie-Marthe de Saint-Pierre, descendante des Boisseret et des Houel. Il y établit une sucrerie, sans doute éprouvée par le grand cyclone de 1750, et qui fut revendue le 18 mars 1754 à Philippe-Parfait Pinel, Sieur Dumanoir. Celui-ci y bâtit une importante manufacture de sucre et de café appelée vulgairement le « Moulin à eau ». Le 31 juillet 1806 y naît Philippe-François Pinel, célèbre auteur dramatique connu sous le nom de Philippe Dumanoir, et directeur du théâtre des Variétés de 1836 à 1839.
Vers 1830 ou 1850 selon les sources, sa famille commença la plantation des palmiers royaux qui allaient constituer l'allée Dumanoir. Elle prit différents noms comme « allée Moulin-à-Eau », « allée Pinel » ou « allée des Palmistes ».
Si de nombreux palmiers d’origine ont été conservés, un cyclone, en 1928, en détruit une partie. Des palmiers ont été replantés en 1933.
Après plusieurs changements de propriétaires dus à des difficultés économiques, une usine sucrière est construite en 1946, qui fermera définitivement ses portes en 1970. Malgré les intempéries et les violents cyclones s'abattant sur la Guadeloupe, l'allée est conservée et ses arbres constamment replantés.
Un projet d’élargissement de l'allée voit le jour en 1966, quelques palmiers sont ajoutés, mais le projet sera abandonné. En 1998 l’Office National des Forêts ajoute 120 arbres.
En 2008 le nouveau tracé de la RN1 est inauguré par la Région de Guadeloupe. L’allée Dumanoir est préservée et fait partie du patrimoine historique et touristique de la Guadeloupe.

## Situation
L'allée Dumanoir est située sur la commune de Capesterre-Belle-Eau, à la sortie sud du bourg. Elle est occupée par la RN1 sur presque tout son parcours, excepté le tronçon qui a été dévié pour contourner l'agglomération en 2004. La route permettait aux automobilistes de profiter pleinement de ce majestueux paysage, mais la forte circulation était source d'importantes nuisances et pouvait être accidentogène, .

La construction de la rocade de Capesterre-Belle-Eau a donc permis de préserver en partie ce site naturel, accessible par un échangeur routier. L'allée a été aménagée en 2012 d'un parcours sportif et ludique.

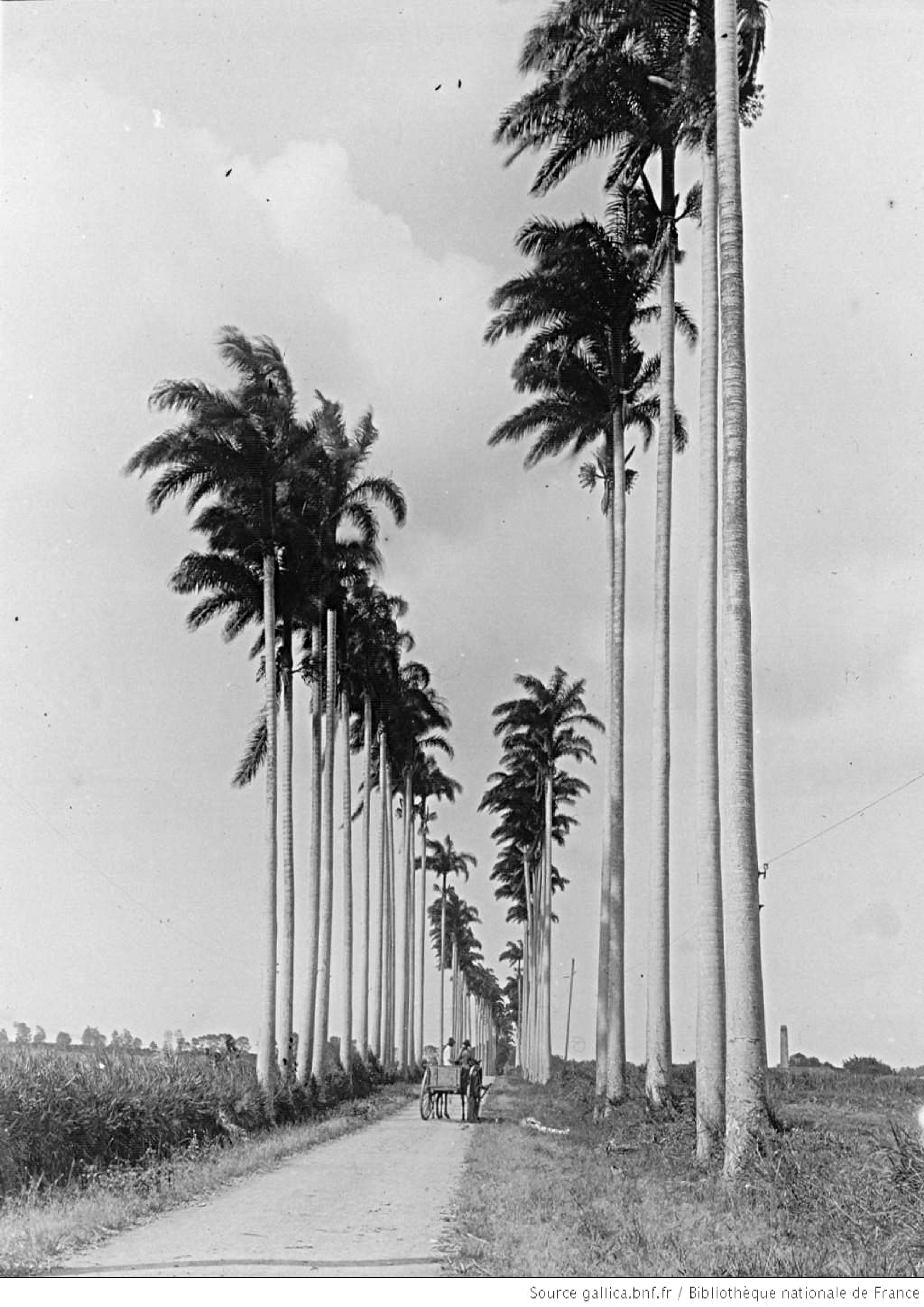
1895, allée des Palmistes, devenue allée Dumanoir.
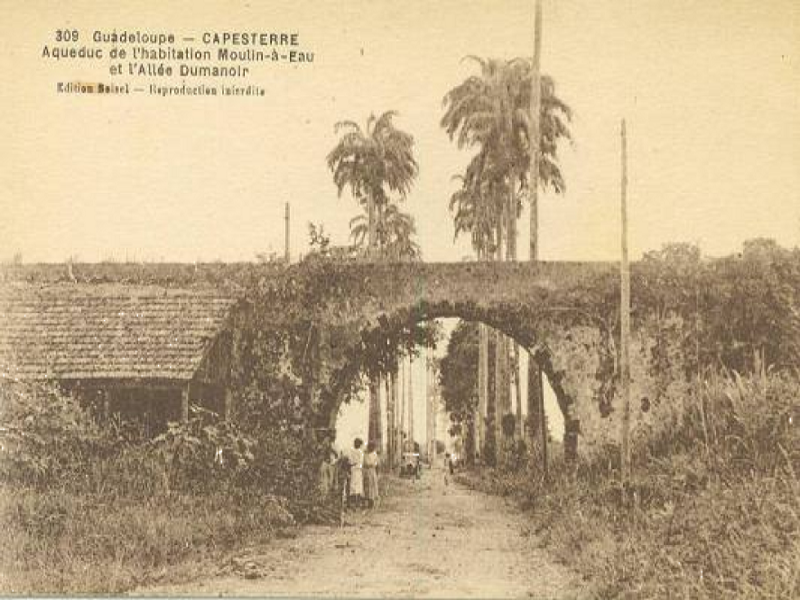
Aqueduc de l'habitation Moulin-à-Eau, allée Dumanoir.
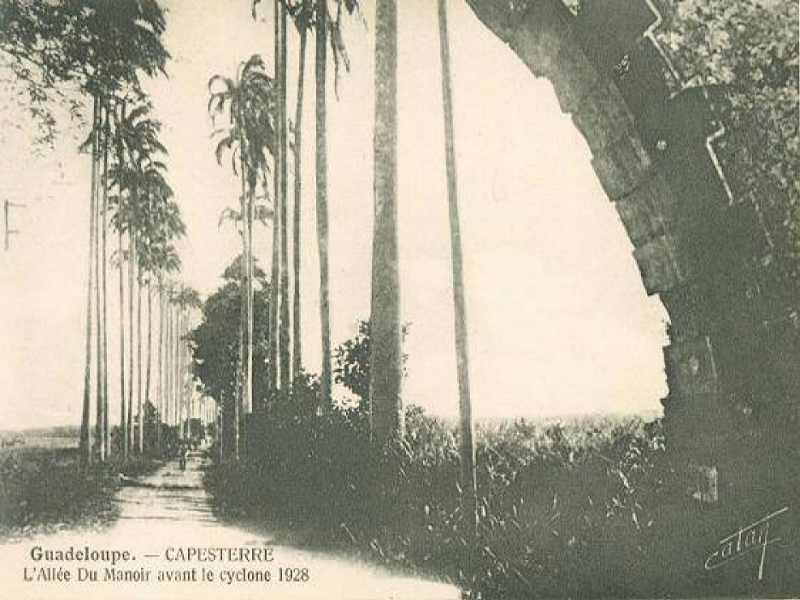
L'allée Dumanoir avant le cyclone de 1928.
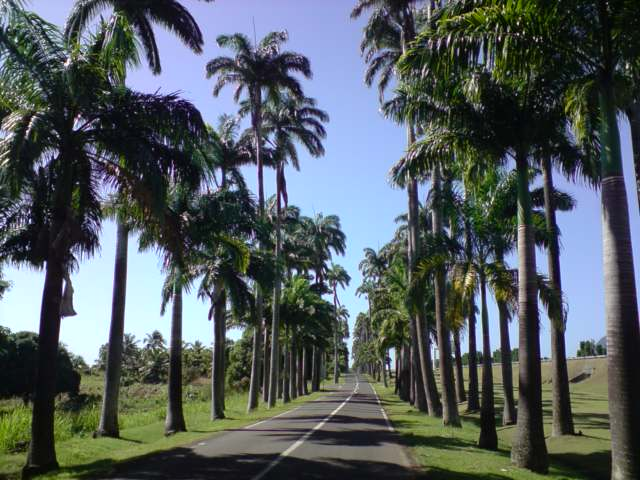
L'allée Dumanoir actuellement.